# Марчегалия (компания)
Marcegaglia (Марчегалия) - это промышленная группа, активно работающая на европейском и мировом рынках углеродистой и нержавеющей стали. Марчегалия  была основана в 1959 году итальянским предпринимателем  Стено Марчегалья.

## Структура
В сталелитейном секторе каждый год предприятия группы обрабатывают более 5 миллионов тонн сырья, из которого изготавливаются трубы, листы, профили, панели и, в целом, полуфабрикаты для судостроения, для бытовой техники и металлургической промышленности.
С 1 ноября 2015 года основные направления деятельности Марчегалия организованы в соответствии с тремя различными по своей деятельности обществами: Marcegaglia Carbon Steel, основная деятельность- обработка плоских изделий и сварных труб из углеродистой стали, Marcegaglia Specialties специализирующееся на производстве нержавеющей стали и сортовом металлопрокате, Marcegaglia Plates производит толстолистовой прокат

## История

### История зарождения компании и развитие в Италии и в мире

Завод в Газольдо

История группы Марчегалия началась в 1959 году, когда Стено Марчегалья, (Steno Marcegaglia), которому в то время было чуть меньше тридцати, вместе с партнером возродил предприятие по производству оросительных труб и металлические направляющие для рольставней под брендом Marcegaglia-Caraffini из Газольдо дельи Ипполити (Мантуя)
Четыре года спустя, в г. Контино ди вольта Мантована (Volta Mantovana) был создан Ipas, который производил круглый сортовой прокат с примерно десятью сотрудниками. В то время как в  Газольдо дельи Ипполити, где уже работало около 30 рабочих начинают производить первые холоднокатаные трубы.
С 1963 года производственная деятельность этих малых предприятий усиливается и расширяется с помощью своевременных и постоянных инвестиций. А в 1969 году была куплена новая установка для холодной прокатки.
В 1974 году завод Газольдо дельи Ипполити расширяется и приобретает еще 250 000 квадратных метров складов.  Расширяется ассортимент продукции и продуктивная гамма пополняется  горячекатаными трубами.
В 1978 году, после того как компания возродила  предприятие Laminatoi Meridionali г. Aрцано (Неаполь)  Арцано (Неаполь), группа Марчегалия дала новый импульс своей промышленной деятельности в рамках программы приобретения производственных компаний, испытывающих экономические трудности, с последующей их реорганизацией и повышением их конкурентоспособности.
В 1982 году, когда общее количество сотрудников уже достигло 640, в Казальмаджоре был построен второй по важности завод группы, оборудованный технологически развитыми системами производства от компании  «Oto Mills” г. Боретто (Реджо Емилия)  Boretto (Реджо-Эмилия). Впоследствии данная компания, ставшая надежным партнером в 1979 году, будет играть ключевую роль в технических новшествах всех производственных мощностей.
В 1983 году были приобретены три новые компании: «Lombarda Tubi di Lomagna” (Лекко), «Saom di Boltiere” (Бергамо) и «Trisider di Tezze” (Виченца).
Общий оборот компании «made in Marcegaglia» в 1983 году вырос до эквивалента 175 миллионов евро, а количество сотрудников превысила 860 человек. Группу компаний по-прежнему возглавляет Стено Марсегалия при содействии его жены Пальмиры Баццани, к которой позже присоединятся его дети Антонио и Эмма.
В1984 году была поведена внутренняя  реорганизация. В новосозданной «Marcegaglia Spa» были объединены «Metallurgica Marcegaglia»,  «Ipas» и «Tubi Acciaio» . «Lombarda Tubi» инкорпорировала «Saom», в то время как «Trisider» и «Oto Mills» продолжают сохранять свою корпоративную автономию в дистрибьюторской сфере и инженерном секторах.
В 1985 году Marcegaglia группа продолжает развивать свою промышленную деятельность и приобретает три крупные компании группы Maraldi: Maraldi г. Равенна, в Forlisider г.Форлимпополи (Форли)  Форлимпополи (Форли) и Salpa г. Червиньяно дель Фриули (Удине) Червиньяно-дель-Фриули (Удине), специализирующаяся на производстве труб для водопроводных, газовых и метановых трубопроводов, которые затем будут преобразованы и преобразованы в новые заводы Марчегалья в Форли, Червиньяно и Равенна.
В 1985 году, после присоединение CCT Санто Стефано Тичино (Milano), была приобретена компания Profilnastro из Dusino San Michele (Асти), оперирующая в секторе производства труб из горячекатаных полос..
Оперативное управление компаниями, возникшими в результате преобразований, управление долей группы в промышленных не металлургических компаниях и управления портфелем значительного количества акций и облигаций, вызвало необходимость создания в 1987 году новой компании, Fingem Spa, которая станет впоследствии одним из гланых финансовых операторов на национальных и европейских рынках.
В 1988 году компанией Credit Suisse  был куплен остров l'Isola di Albarella. Это туристический комплекс, который теперь стал одним из самых известных курортных, оздоровительных и релаксационных центров Адриатического моря.
В 1988 году был построен также завод  Bioindustrie Mantovane, а в следующем году рениструется приобретение компании Oskar г. Osteria Гранде (Болонья), Nuova Omec, Ennepi г Луго ди Романья (Равенна), Imat г Фонтанафредда (Порденоне), CCT г. Галларате (Варезе) и Elet.Ca ли Капалле (Флоренция), а также присоединение Elletre г.Монтебелло (VI), Fergallo г. Моттеджиана (Mантова) и SIM Sant'Atto (Терамо)..
Кроме того, в 1989 году была учреждена Marcegaglia Deutschland в Дюссельдорфе (Германия) и Marcegaglia Impianti в г. Саронно (Варезе), в то время как около Лондона рождается предприятие United Stainless Steel,  переименованное  в 1997 году  в Marcegaglia UK и располагающееся в г. Дадли, Уэст-Мидлендс. В 1991 году были приобретены итальянские компании Resco Tubi di Cusago (MI) и OMF Fiume Veneto (PN), а также American New Bishop Tube of Philadelphia.  За ними следует  приобретение близлежащего Дамаска Гринвиля (Пенсильвания), который будет объединен, чтобы сформировать компанию Damascus-Bishop Tube.
В 1993 году торговая компания Central Bright Steel была создана для продажи электросварных труб в Великобритании. Также была приобретена бельгийская группа Cotubel.
В 1994 году был приобретен миланский Brollo Profilati со штаб-квартирой в Дезио, а в 1995 году было приобретена компания ETA (Euro Tubi Acciaio) в Милане и инвестированы средства в Allu's Sesto al Reghena (PN).
1996 год начинается с приобретения площадей бывшего «Бреда» в Милане и переездом туда завода Brollo Profilati, затем продолжается учреждением Euro Energy Group в Галларате (Варезе) и приобретением Nuova Forsidera Spa, а также заводы в Корсико (Милан) и Альбигнасего (Падуя).
После создания в 1997 году Green Power в 1998 году были учреждены американские Oskar USA в Бирмингеме, AL и Oto Mills USA в Уитоне. Там покупается новый промышленный район  в Мюнхалле возле Питтсбурга и появляется новая  американская компания Марсегалия, которая поглощает в себя Дамаск-Бишопскую трубную компанию.
Также в 1998 году была создана инжиниринговая компания Boiler Expertise, и были приобретены производство Astra di Mezzolara di Budrio (Болонья) и бывшего завода Siderplating под названием Marcegaglia San Giorgio di Nogaro (Удине).
Следующий год характеризуется созданием иностранных филиалов Marcegaglia Iberica, Marcegaglia Ireland, Marcegaglia do Brasil, Marcegaglia France и Marcegaglia Austria, приобретением компаний  Ponteggi Dalmine  в Милане, Граффиньяна (Лоди) и Morteo Nord г. Поццоло Формигано (AL), последняя благодаря вкладу Антонио Maрчегалия, а также соглашением о совместном предприятии с группой Arbed в Бремене (Германия).
В 2000 году были увеличены инвестиции в Comart и NE-CCT, а также приобретен Earcanal (Leioa, Испания), за которым  в 2001 году  следует покупка туристического комплекса Пуньокьюзо (Фоджиа). Также в 2001 году была основана Oto Mills do Brasil в Сан-Паулу, и в Равенне состоялось торжественное открытие новых производственных линий..
В 2002 году начал функционировать завод Marcegaglia в г. Таранто в районе, где раньше находился Беллели (Boiler Expertise), а в 2003 году BVB из Сан-Лоренцо г. Кампо  стал частью группы.
В 2004 году вместе  с Банком Intesa  Банк Интеза и группа IFIL, было завершено приобретение 49% Sviluppo Italia Turismo, и было начато десятилетнее соглашение о совместном управлении английским сталелитейным заводом Teesside.
В 2005 году началась работа по расширению завода Garuva в Бразилии, и было открыто польское отделение в Прашке. Затем следует приобретение в 2006 году участка для ближайшего нового производственного участка в Клюцборке.
2007 год характеризуется модернизацией итальянских предприятий в Равенне и Болтиере (Бергамо), начиная с создания Marcegaglia Gulf в г. Доха (Катар), и приобретения на Сардинии гостиничного комплекса Forte Village в Санта-Маргерита-ди-Пула и туристической деревни " Le Tonnare "в Стинтино, до деятельности по расширению в энергетическом секторе с Arendi и инвестиций Марчегалии в Gabetti Property Solutions.
Наконец, в 2008 году был создан новый завод в Янчжоу в Китае в Китае  и штаб-квартира Марчегалия в Румынии  в городе Клуж-напока, начались работы на новом заводе во Владимир (город)Владимире, в России и был приобретен туристический комплекс Castel Monastero в Кастельнуово-Берарденга ( SI) и недвижимость, комплекс «Ex Arsenale» в  г. Ла-Маддалене (SS).
В январе 2023 года группа Marcegaglia приобрела сталелитейный завод с электродуговой печью для нержавеющей стали в Шеффилде, Великобритания. Операция также включала прокатный стан для катанки и завод по производству прутков, оба в Шеффилде; завод по производству прутков в Ричбурге (США); и стан горячей прокатки для катанки и завод по производству тянутой проволоки в Фагерсте (Швеция).
В 2024 году компания Marcegaglia завершит строительство сталелитейного завода в Фос-сюр-Мер во Франции, который способен удовлетворить около 30% потребностей Группы в стали.

### Инвестиции и технологии
Группа Марчегалия инвестировала средства в прикладные исследования через дочернюю компании Oto Mills. Это научно-инженеринговая компания, созданная специально для этой конкретной цели, а Marcegaglia Impianti - это инженерное подразделение, специализирующееся на строительстве металлургических заводов «под ключ» (не только обеспечивает оборудованием, необходимым для производства, но и организует весь технологический процесс), сегодня экспортирует свои ноу-хау в страны Востока, Среднюю Азию и развивающиеся страны.
Технологическая модернизация  на производственных  предприятиях Марчегалии была достигнута помощью системы травления нержавеющей стали и пятилетнего проекта «Ravenna 2000», который привел к тому, что завод Romagnolo стал вторым итальянским сталелитейным полюсом с большим количеством более 4 млн. тонн полуфабрикатов в год благодаря новой технологии горячего цинкования, окраски, холодной прокатки, травления и большого и современного сервисного центра.
По завершению модернизации равенского металлургического полюса, который был открыт в декабре 2001 года, и других второстепенных проектов,  группа Марчегалия сегодня перерабатывает около 5,0 млн. тонн стали в год готовой продукции.www.marcegaglia.com

## Деятельность

### Группа Marcegaglia сегодня
Группа работает по всему миру и на сегодняшний день имеет 6500 сотрудников, 60 коммерческих подразделений,  24  завода на территории площадью 6 миллионов квадратных метров, где производит ежедневно 5500 километров изделий из нержавеющей и углеродистой стали для более чем 15 000 клиентов. В 2017 году оборот от сталелитейной и диверсифицированной деятельности составил более 5 миллиарда евро

### Деятельность в сфере черной металлургии
Группа Марчегалия является лидером в Европе и одним из первых в мире по переработке стали, которую она также производит сама по себе. На своих 50 производственных площадках в Италии и за рубежом (Европа, США, Южная Америка, Азия), оснащенных современными технологическими системами, каждый год группа перерабатывает около 5,0 млн. тонн стали и производит почти 5 500 километров электросварных, профилированных труб, сортового проката, полос и листов из нержавеющей и углеродистой стали и алюминия любых размеров и толщины, которые используются при изготовлении автомобилей, приборов, теплообменников, мебели и стеллажей ; в строительстве и крупных инфраструктур; в столярных работах; в бумажной промышленности, пищевой промышленности и т. д.

### Диверсифицированные виды деятельности
Диверсифицированные виды деятельности
Группа Марчегалия представлена несколькими дочерними компаниями, оперирующими в других сферах промышленных и непромышленных, таких как машиностроение, с проектированием и строительством установок и металлургических заводов; металлодеревянные конструкции  и электронные системы управления; проектирование и строительство электростанций для производства электроэнергии за счет использования биомассы и солнечных батарей. Группа ведет деятельность также и в экологической сфере, с предоставлением услуг по безопасности окружающей среды для предприятий и частных лиц; на предприятиях группы производятся  металлические изделия, метлы, щётки и поддоны для бытовой уборки; катушки и конденсаторы для бытовой техники, сельскохозяйственного и животноводческого хозяйства, компании группы управляют сельскохозяйственными предприятиями и животноводством; туристическими комплексами и объектами недвижимости(Pugnochiuso, Albarella и Stintino).

### Металлургическое предприятие ООО "Марчегалия РУ"
Компания ООО «Марчегалия РУ» создана 8 августа 2008 года, завод во Владимире начал производство продукции в августе 2010 года. Занимаемая площадь составляет 55.000 квадратных метров, из которых 14.000 квадратных метров составляют крытые площади. Это одновременно комплекс по производству труб и центр предоставления услуг по переработке нержавеющей стали. 
Завод производит:
- электросварные круглые трубы из нержавеющей стали марок AISI 201, 304L, 316L, 321, 409, 430, 439, 441 с диапазоном диаметров от 12мм до 101,6мм и толщиной от 0,8мм до 4мм посредством производственных линий технологии ТИГ, Лазер, высокочастотной сварки с матовой или отшлифованной до зеркала поверхностью
- электросварные профильные трубы из нержавеющей стали марок AISI 201, 304L, 316L, 321, 409, 430, 439, 441 с диапазоном от 25мм до 100мм и толщиной от 0,8мм до 4мм посредством производственных линий технологии  Лазер, высокочастотной сварки с матовой поверхностью
- штрипсы из нержавеющей стали шириной от 33мм до 1650мм и толщиной от 0,8мм до 4мм
-рулоны из нержавеющей стали весом 1-3 тонны
- листы шириной 400-6000 мм толщиной 1-3 мм
-листы в размер (толщина 1-3 мм стандартной ширины 1000мм, 1250мм, 1500мм)
Присутствуют также линии по резке, перфорации труб и штамповке листового металла.
Предприятие продает также горячекатаные плиты и трубы производства Италии.
Производство и продажа в 2018 году достигла 20.000 тонн в год. 

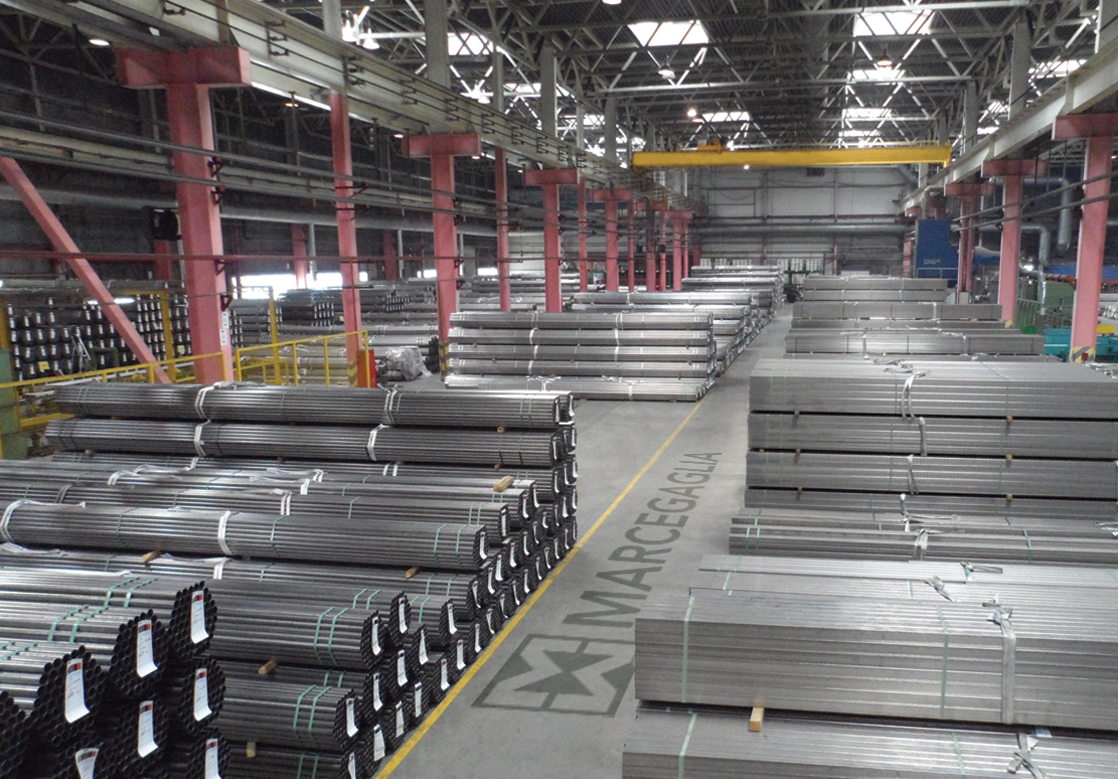
Металлургическое предприятие ООО "Марчегалия РУ"

Изготовленные трубы используются в строительстве пищевого оборудования, в гидравлических сетях гражданского назначения, на химических и промышленных предприятиях, сахарных заводах, бумажных фабриках, при производстве теплообменников, нагревательных элементов, в механических системах, в конструкциях и декоративных элементах из нержавеющей стали, в производстве полотенцесушителей, перил, ручек, архитектурных ограждений, балюстрады и поручней. Изготовленные листы используются при сборке автомобильных частей, на сахарных заводах, при производстве резервуаров, пивных бочек, применяются также в атомных электростанциях, при производстве промышленных кухонь и вытяжек, лифтов, эскалаторов, холодильников, посудомоечных машин, стиральных машин, больничной мебели.  

## Семья Marcegaglia
Группа Марчегалия остается по-прежнему семейным бизнесом, как в акционерном капитале, так и в составе Совета директоров, во главе c  Антонио и Эммой – сыном и дочерью Стено Марсегалья, основателя группы. Антон и Эмма - дети Стено Марчегалья, основатель группы.

## Примечание
1. 1 2  Marcegaglia. Company Profile. Дата обращения: 27 марта 2018. Архивировано 28 марта 2018 года.
2. 1 2  Elena Luberto. Il signore dell'acciaio. L'avventura umana e imprenditoriale di Steno Marcegaglia. — Editore: Marsilio. — Collana: Gli specchi, 2009. — С. 122. — ISBN ISBN 8831797417. — ISBN ISBN 9788831797412.
3. ↑  Elena Luberto. Il signore dell'acciaio. L'avventura umana e imprenditoriale di Steno Marcegaglia. — Marsilio. — Collana: Gli specchi, 2009. — С. 122. — ISBN ISBN 8831797417. — ISBN ISBN 9788831797412.
4. ↑  Corriere della sera.
5. ↑  Agichina24 - Marcegaglia investe a Shanghai Архивная копия от 7 сентября 2010 на Wayback Machine
6. ↑  материалы фонда Италия- Китай. Дата обращения: 26 марта 2018. Архивировано из оригинала 20 апреля 2011 года.
7. ↑  Casadei, Cristina. Marcegaglia acquista la divisione lunghi di Outokumpu per 228 milioni di euro (итал.). Il Sole 24 ORE (3 января 2023). Дата обращения: 17 декабря 2024.
8. ↑  Marcegaglia acquisisce l'acciaieria Ascometal di Fos-sur-Mer - Notizie - Ansa.it (итал.). Agenzia ANSA (31 мая 2024). Дата обращения: 17 декабря 2024.
9. ↑  Официальный сайт компании. Дата обращения: 27 марта 2018. Архивировано 18 марта 2018 года.
10. ↑  Электросварные трубы из нержавеющей стали | ООО Марчегалия РУ. www.marcegaglia.ru. Дата обращения: 28 ноября 2018. Архивировано 28 ноября 2018 года.
11. ↑  Каталог продукции ООО "Марчегалия РУ"  Архивная копия от 28 ноября 2018 на Wayback Machine
12. ↑  Области применения и назначение труб из нержавеющей стали. Дата обращения: 28 ноября 2018. Архивировано 28 ноября 2018 года.
13. ↑  Стено Марчегалья и его семья. Дата обращения: 26 марта 2018. Архивировано из оригинала 27 марта 2007 года.

## Внешние ссылки
- Официальный сайт компании Марчегалия http://www.marcegaglia.com
- Стено Марчегалья и его семья на сайте Forbes www.forbes.com Архивная копия от 27 марта 2007 на Wayback Machine
- Из архива "Курьер" Ravenna, 50 nell'acciaio con Marcegaglia http://archiviostorico.corriere.it
- Встреча с президентом Лула, газета г. Мантуя http://ricerca.gelocal.it
- Фонд Италия - Китай www.italychina.org